# Кесидий, Плакида и Евтихий

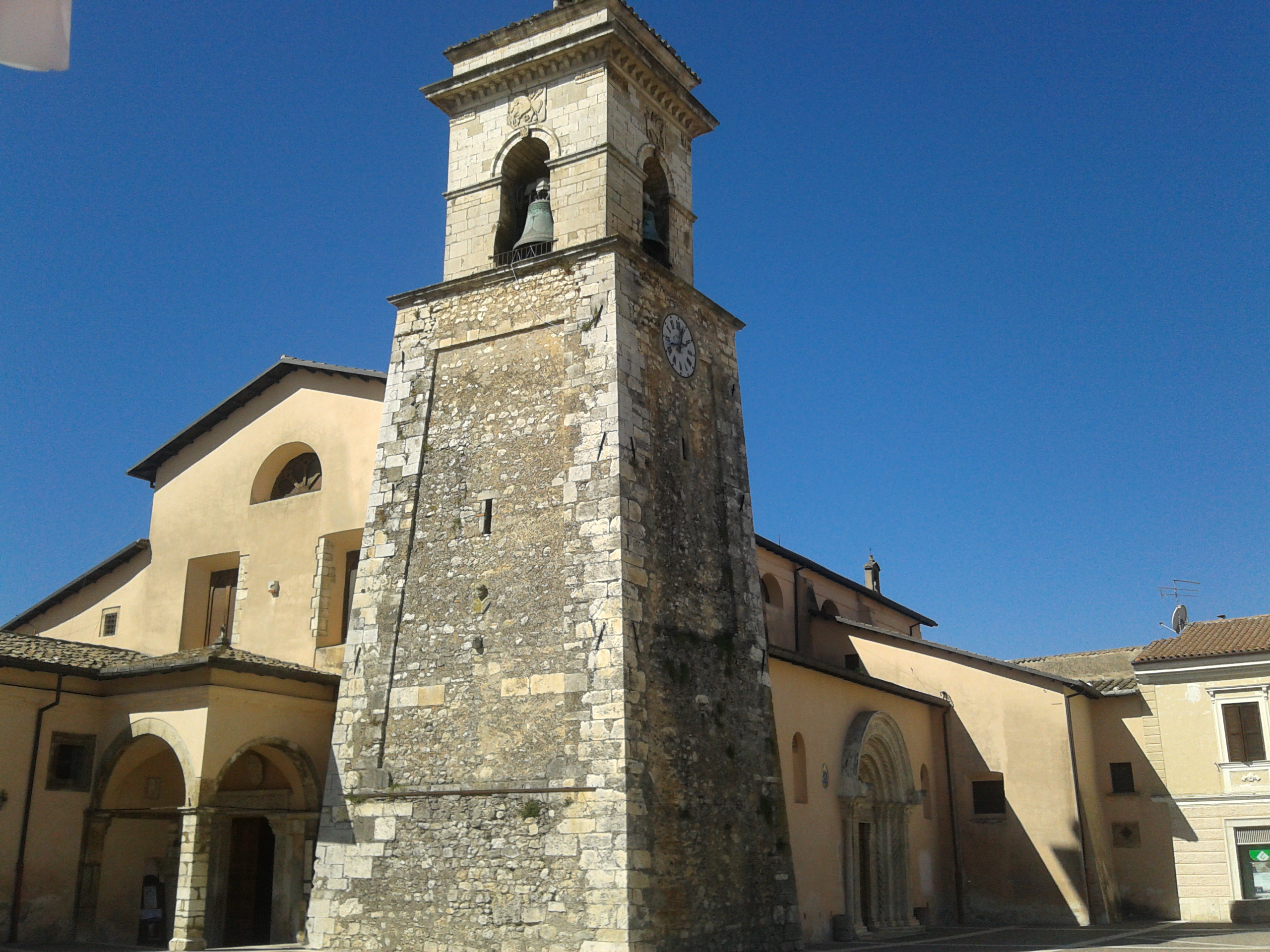
Базилика святых Кесидия и Руфина в Тразакко, главное место их почитания

Кесидий, Плакида и Евтихий — мученики из Тразакко. День памяти — 31 августа.
Во время гонений на христиан, что были при императоре Максимине I Фракийце, св. Кесидий был брошен в тюрьму в Амасии вместе со своим отцом Руфином. Обретя свободу, оба бежали на Запад и прибыли в регион, где жили марсы. Там его отец основал церковь, и был поставлен её настоятелем. Впоследствии эта церковь стала базиликой святых Кесидия и Руфина.
После смерти своего отца Руфина, произошедшей недалеко от Ассизи, Кесидий похитил его тело и отвёз в Тразакко, где римские власти приговорили его к смерти. Он был замучен вместе со святыми Плакидой и Евтихием во время литургии.
В Тразакко Кесидия поминают как святого и диакона.